# 6338 Isaosato
A 6338 Isaosato (ideiglenes jelöléssel 1992 UO4) a Naprendszer kisbolygóövében található aszteroida. Endate, K. és Vatanabe Kazuró fedezte fel 1992. október 26-án.